# Idealno loša
Idealno loša è il tredicesimo album in studio della cantante serba Ceca. Il disco è stato pubblicato nel 2006.

## Tracce
1. Lepi grome moj
2. Idealno loša
3. Manta, manta
4. Pile
5. Čulo bola
6. Ponuđen k'o počašćen
7. Koža pamti
8. Čudo
9. Viski
10. Rekom bez vode